# Tucson, Arizona
Tucson là một thành phố và là quận lỵ của quận Pima, tiểu bang Arizona, Hoa Kỳ. Thành phố này nằm cách 188 km về phía đông nam thành phố Phoenix và 98 km về phía bắc biên giới Hoa Kỳ-Mexico. Năm 2009, thành phố này có dân số ước tính khoảng 548,555, dân số vùng đô thị là 1,023,320 tính đến tháng 7 năm 2008. Năm 2005, Tucson đứng thứ 32 trong danh sách các thành phố lớn nhất và đứng thứ 52 nếu so các vùng đô thị ở Mỹ. Đây là thành phố lớn nhất ở vùng nam Arizona và lớn thứ hai của tiểu bang Arizona sau Phoenix. Nơi đây có Đại học Arizona.
Tên tiếng Anh Tucson bắt nguồn từ tên tiếng Tây Ban Nha của thành phố, Tucsón, một từ được mượn từ tên Cuk Ṣon của tiếng O'odham có nghĩa là "(ở) đế của ngon đồi đen", ám chỉ dãy núi lửa lửa liền kề của thành phố. Tucson đôi khi còn được gọi là "The Old Pueblo".

## Liên kết
| Tìm hiểu thêm về Tucson, Arizona tại các dự án liên quan |                                   |
| Tìm kiếm Wiktionary                                      | Từ điển từ Wiktionary             |
| Tìm kiếm Commons                                         | Tập tin phương tiện từ Commons    |
| Tìm kiếm Wikinews                                        | Tin tức từ Wikinews               |
| Tìm kiếm Wikiquote                                       | Danh ngôn từ Wikiquote            |
| Tìm kiếm Wikisource                                      | Văn kiện từ Wikisource            |
| Tìm kiếm Wikibooks                                       | Tủ sách giáo khoa từ Wikibooks    |
| Tìm kiếm Wikiversity                                     | Tài nguyên học tập từ Wikiversity |

- Official government website
- Metropolitan Tucson Convention & Visitors Bureau
- Tucson Metropolitan Chamber of Commerce